# Швець Іван Трохимович
Іва́н Трохи́мович Швець (25 травня 1901, село Хутір Михайлівський, тепер місто Дружба Ямпільського району Сумської області — 5 вересня 1983, місто Київ) — український радянський науковець у галузі теплоенергетики, дійсний член АН УРСР (з 1950), академік, доктор технічних наук, професор. Ректор Київського державного університету імені Тараса Шевченка у 1955—1970 р.
Депутат Верховної Ради УРСР 7-го скликання. Заступник голови Верховної Ради УРСР у 1967 — 1971 р.

## Життєпис
Народився 25 травня 1901 року у селі Хутір Михайлівський на Сумщині.
У 1927 році закінчив Київський політехнічний інститут. Працював у вищих школах Києва, викладав (до 1955 року) у Київському політехнічному інституті.
Член РКП(б) з 1924 року.
У 1941—1947 роках — директор Інституту енергетики АН УРСР. У 1947—1952 роках і в 1954—1955 роках — директор Інституту теплоенергетики АН УРСР (у 1950—1953 роках одночасно головний вчений секретар Президії АН УРСР).
З серпня 1948 року — заступник начальника Управління у справах вищої школи при Раді міністрів Української РСР.
З червня 1950 по 1953 рік — головний вчений секретар Президії Академії наук Української РСР.
З вересня до грудня 1955 року — ректор Київського ордена Леніна політехнічного інституту.
У грудні 1955—1970 роках — ректор Київського державного університету імені Тараса Шевченка. За деякими свідченнями, зокрема, письменниці Оксани Забужко, за наказом Швеця та його особистої участі були знищені знакові вітражі роботи Алли Горської, розміщені у фойє Червоного корпусу.
У 1970—1978 роках — академік-секретар відділення фізико-технічних проблем енергетики АН УРСР, до вересня 1983 р. — завідувач відділу теплових процесів енергетичних пристроїв Інституту технічної теплофізики АН УРСР.

Могила Івана Швеця та його родини, Байкове кладовище

Основні праці стосуються теорії, принципів роботи і конструкції теплових двигунів та енергетичних установок.
Помер на 83-му році життя 5 вересня 1983 року. Похований на Байковому кладовищі разом з родиною.

## Нагороди
- орден Леніна
- два ордени Трудового Червоного Прапора (1961)
- орден «Знак Пошани»
- орден Жовтневої Революції
- медалі
- заслужений діяч науки і техніки УРСР (1959)
- Премія НАН України імені Г. Ф. Проскури (1977 (за підсумками 1976)) — за монографію «Воздушное охлаждение деталей газовых турбин», співавтор — Дибан Євген Павлович.